# Chapelle Rothko
La chapelle Rothko (Rothko Chapel en anglais) est une chapelle sans dénomination située à Houston (Texas) aux États-Unis.
Elle est construite à proximité de la Menil Collection, le musée d'art moderne et contemporain qui expose la collection personnelle du couple de collectionneurs franco-américains Jean et Dominique de Ménil.
Elle est placée sur le registre national des lieux historiques en 2000.

## Le bâtiment

### Histoire

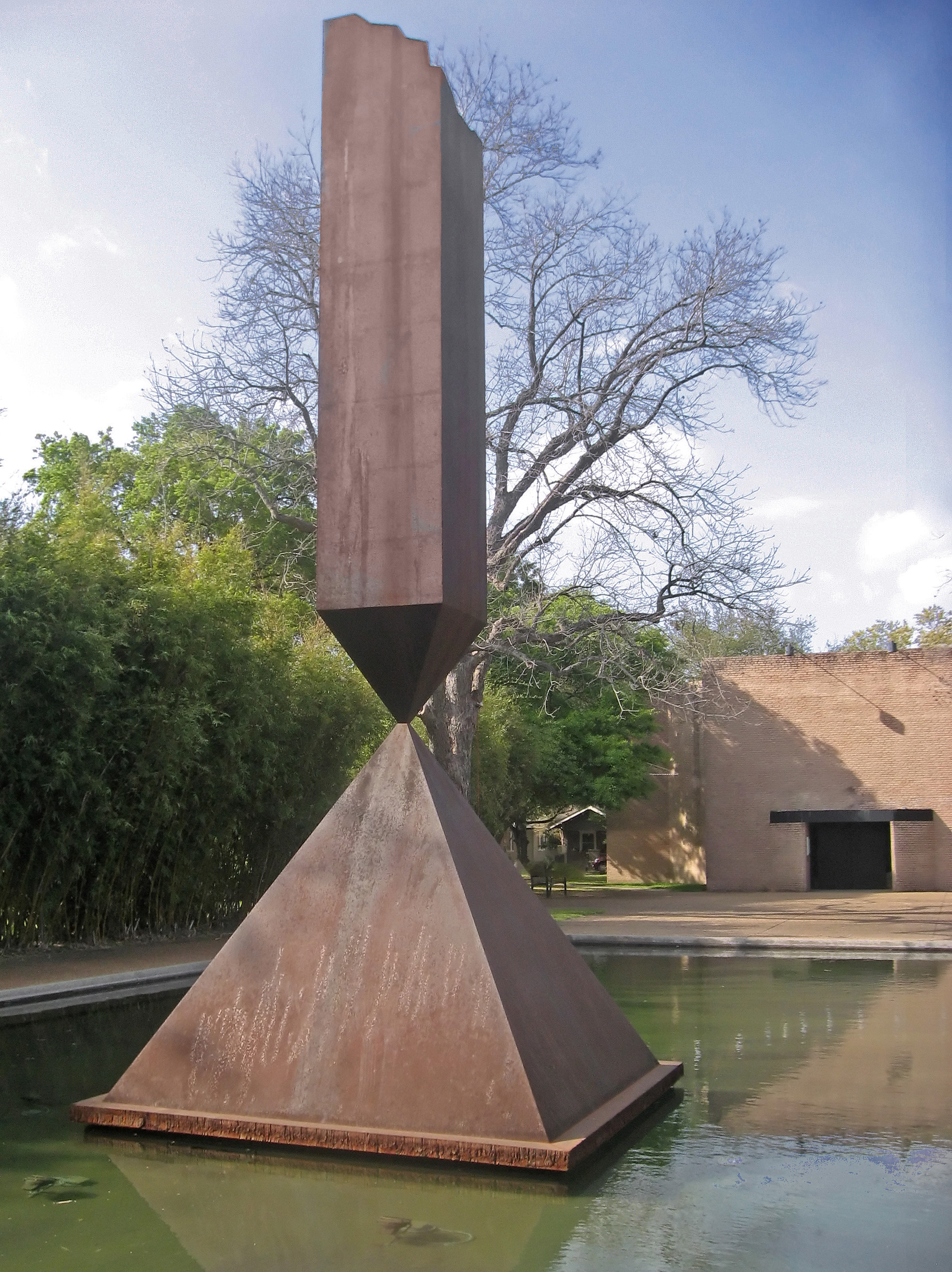
Broken Obelisk, sculpture de Barnett Newman (au premier plan, devant la chapelle en arrière-plan).

En 1964, M. et Mme de Ménil chargent le peintre américain Mark Rothko de créer un espace de méditation orné de peintures ; ces œuvres, selon les exigences des Ménil, sont spécifiques à l'endroit. Le bâtiment est de forme octogonale, agrémenté en son centre d’un puits de lumière. 
L'architecte original choisi par les commanditaires est Philip Johnson. Toutefois, Rothko ayant reçu toute liberté sur le dessin de la structure, les deux hommes se heurtent au sujet des plans. Ceux-ci connaissent plusieurs révisions et plusieurs architectes : Rothko poursuit le travail avec Howard Barnstone (en), puis Gene Aubry (en) ; il meurt en 1970, quelques mois avant l'achèvement de la chapelle.

### Restauration
En 2019, la chapelle est fermée pour deux ans pour être restaurée. Le bâtiment est totalement rénové, la verrière centrale, qui crée un puits de lumière, est remplacée afin que la lumière naturelle puisse mieux rentrer, les dispositifs de surveillance de l’humidité et de la température sont eux-aussi renouvelés, de même les revêtements des sols et des murs.
À l'issue des travaux, la chapelle rouvre début 2021, avant de fêter le 50e anniversaire de son inauguration, le 26 février.

La chapelle Rothko, extérieur et intérieur
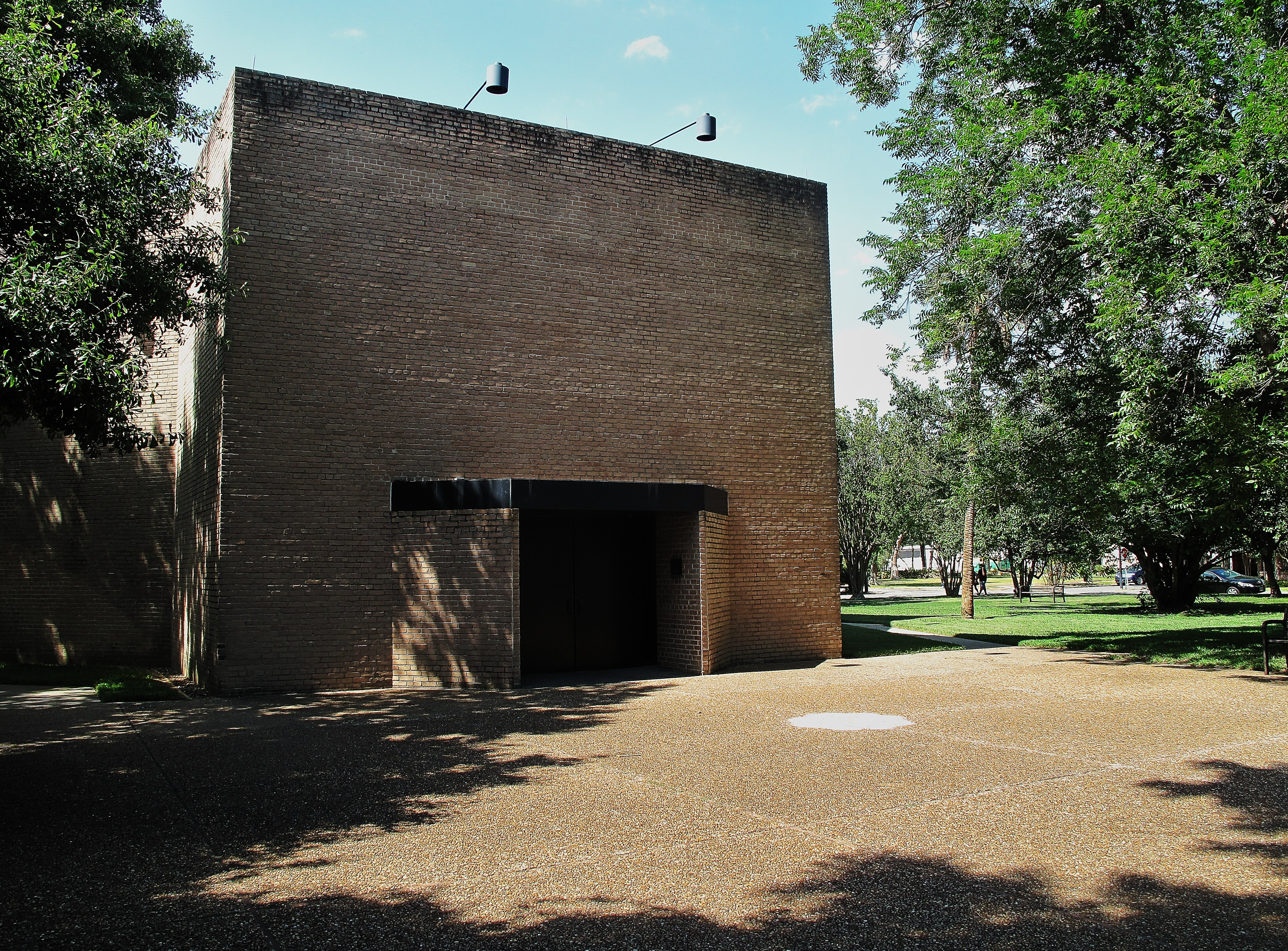
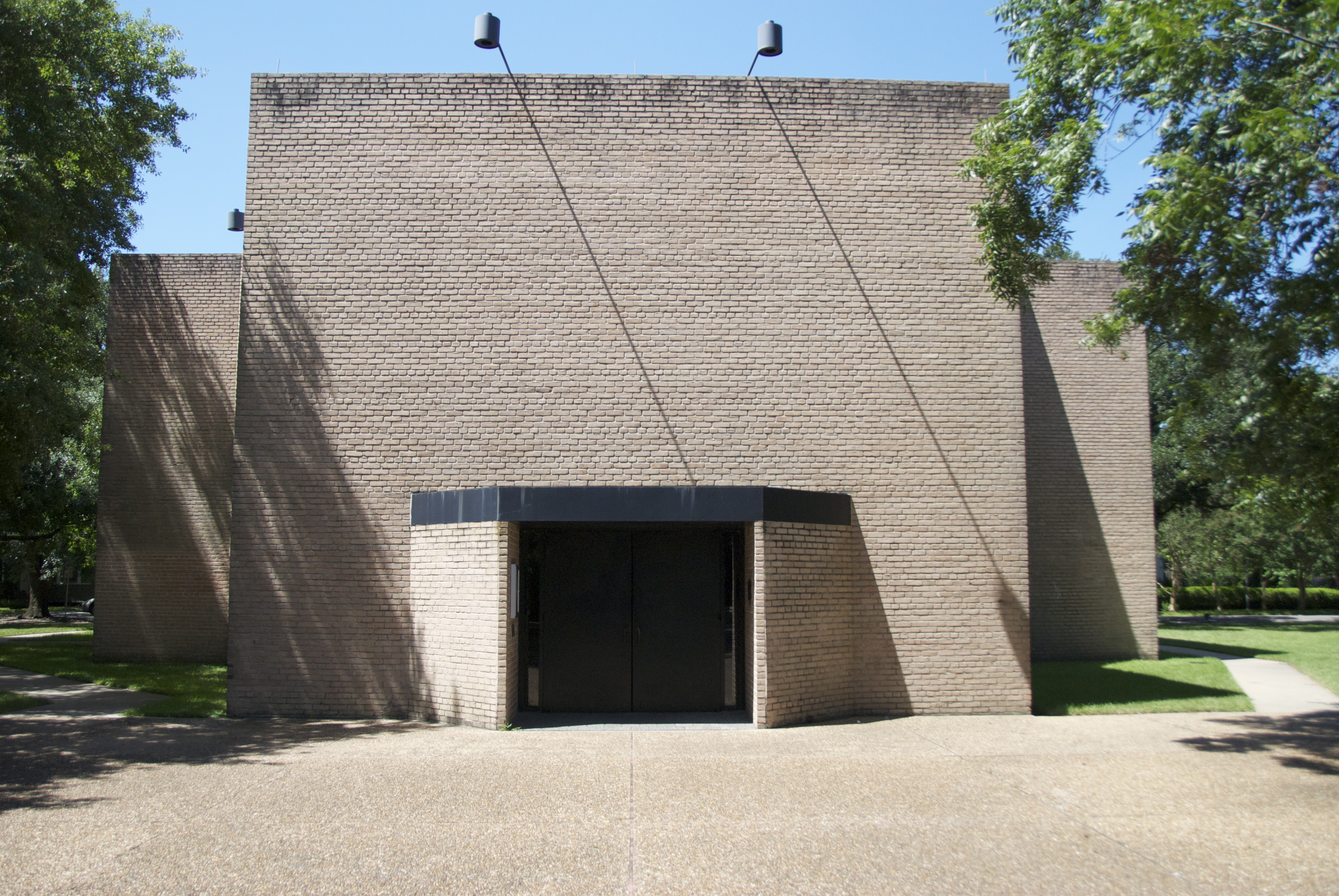
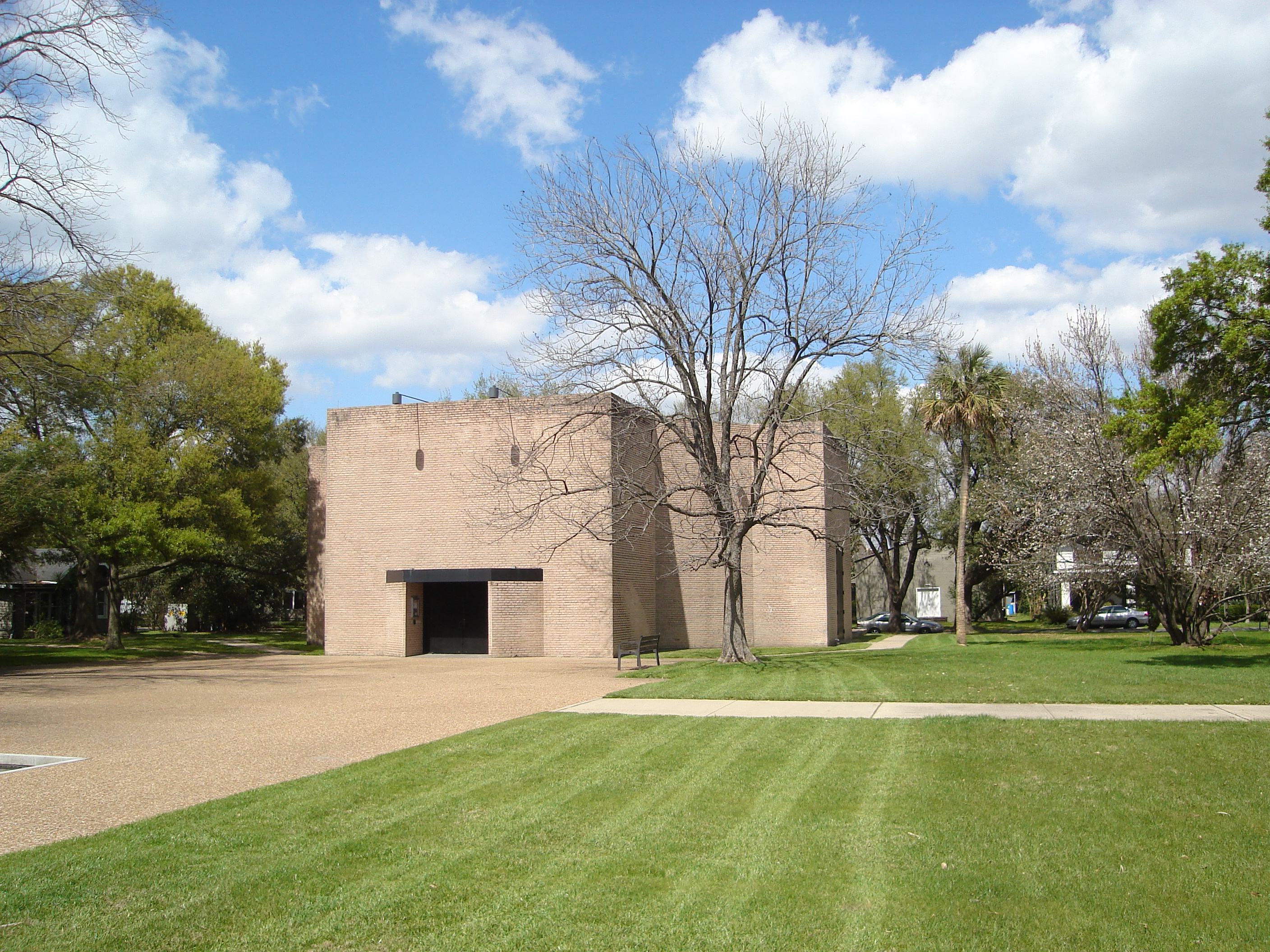
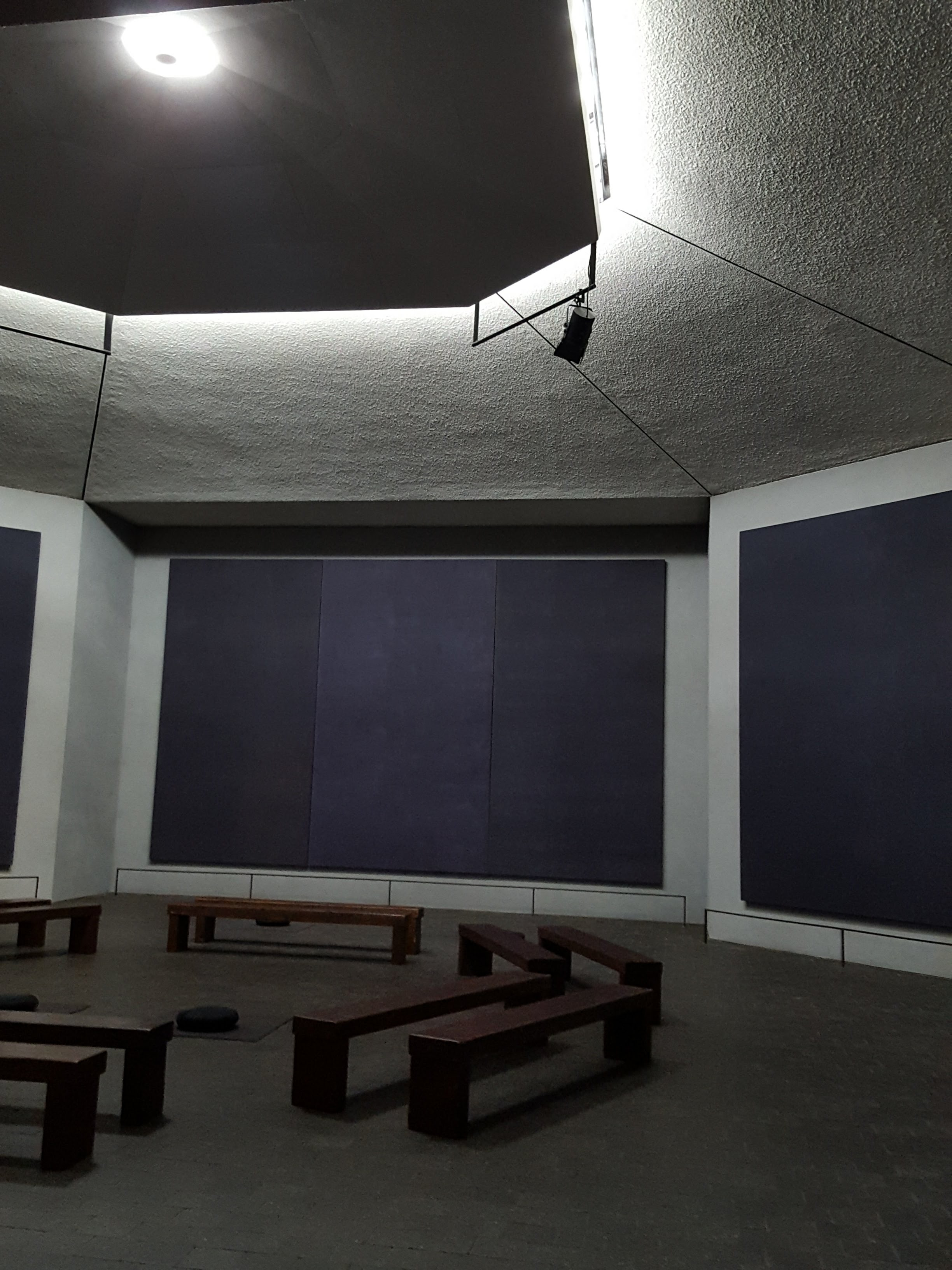

## Les œuvres

### À l'intérieur
Rothko a conçu pour l’intérieur de la chapelle 14 toiles monochromes inédites et monumentales dans une teinte violet-bleu.

### À l'extérieur
Une sculpture de Barnett Newman, Broken Obelisk (construite en 1963-1967), est située en face de la chapelle. L'œuvre est placée sur un miroir d'eau dessiné par Philip Johnson et dédié à la mémoire de Martin Luther King.

## Œuvres inspirées par la chapelle
- L'une des compositions de Morton Feldman, également intitulée Rothko Chapel, a été inspirée par le bâtiment en 1971 et écrite pour être jouée à l'intérieur du site.
- Peter Gabriel a écrit une chanson, Fourteen Black Paintings (Quatorze peintures noires), en 1992 après sa visite de la chapelle.
- La chapelle Rothko fait une très brève apparition dans le film Cosmopolis réalisé en 2012 par David Cronenberg, dans lequel Eric Paker (le personnage principal) émet le désir de faire l'acquisition de la chapelle, qu'il déplacerait en intégralité dans son appartement new-yorkais.
- Dans la BD Blaksad, vol3, "Âme Rouge", la chapelle du peintre Litvak s'inspire de la chapelle Rothko.